# Edwardsiana pseudoplatani
Edwardsiana pseudoplatani är en insektsart som beskrevs av Logvinenko 1966. Edwardsiana pseudoplatani ingår i släktet Edwardsiana och familjen dvärgstritar. Inga underarter finns listade i Catalogue of Life.